# Bencz
Bencz – pierwotne dno strefy przybrzeżnej zbiornika wodnego. Zazwyczaj zbudowane jest z części trudno rozpuszczalnych, trwałych na erozję. Bencz często jest zakrywany w wyniku sedymentacji materiałów pochodzących z abrazji brzegów zbiornika wodnego.